# Saint-Arnoult-en-Yvelines
Saint-Arnoult-en-Yvelines è un comune francese di 5 870 abitanti situato nel dipartimento degli Yvelines nella regione dell'Île-de-France.

## Monumenti e luoghi d'interesse
- Mulino di Villeneuve, antico mulino duecentesco ristrutturato, già residenza e poi luogo d'inumazione dei poeti Louis Aragon ed Elsa Triolet.

## Società

### Evoluzione demografica
Abitanti censiti